# Rue Gabriel-Péri (Montrouge)
Pour les articles homonymes, voir Rue Gabriel-Péri.
La rue Gabriel-Péri est une voie de communication de Montrouge,, et un axe historique.

## Situation et accès

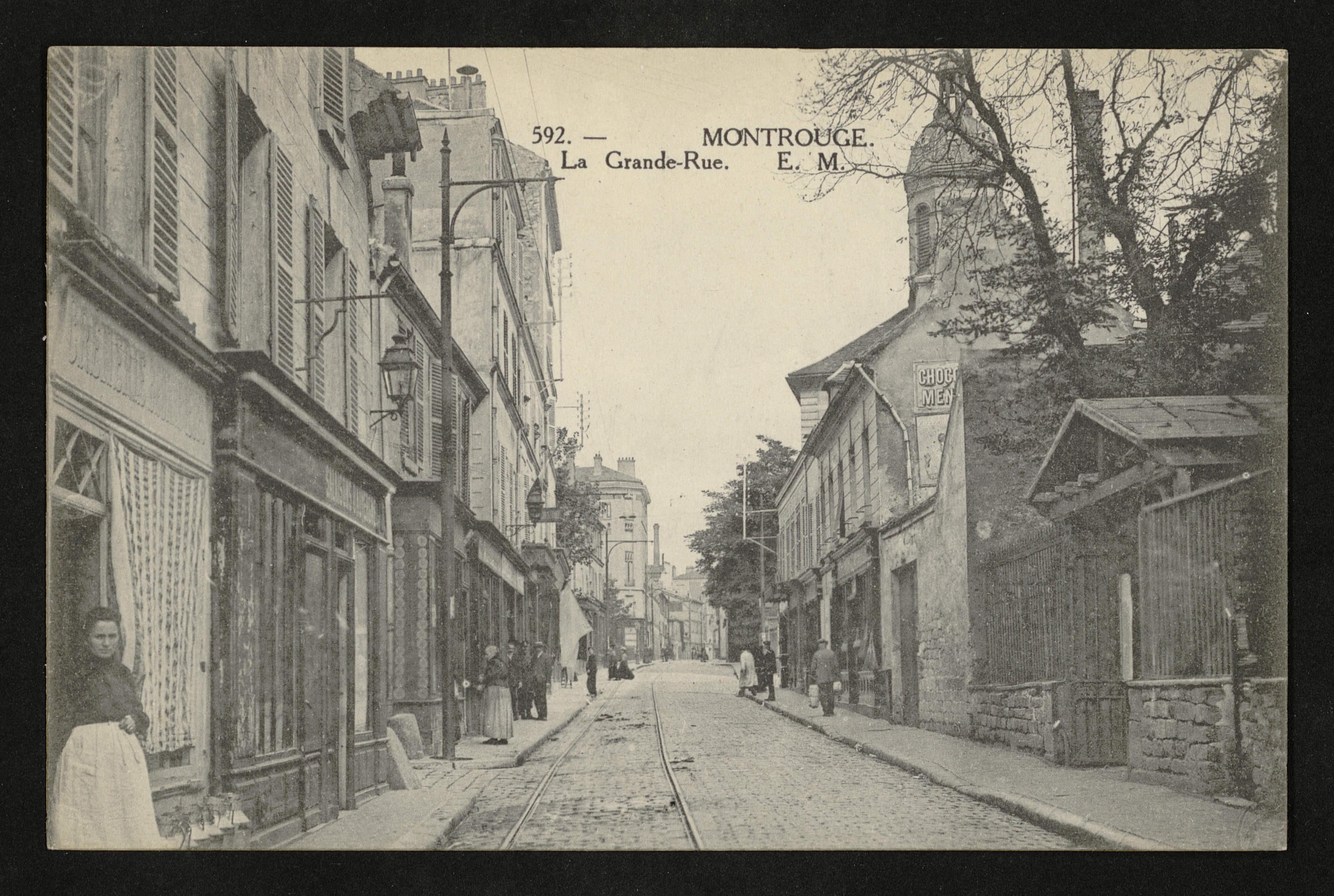
Montrouge, Grande-Rue, vers 1900.

Cette rue est accessible par la station de métro Mairie de Montrouge sur la ligne 4 du métro de Paris.
Orientée d'ouest en est, elle rencontre notamment l'avenue Pierre-Brossolette. Elle passe ensuite le carrefour de l'avenue de la République et de l'avenue Jean-Jaurès où se trouve la mairie. Elle traverse ensuite l'avenue Henri-Ginoux pour se terminer dans l'alignement de la rue Barbès.

## Origine du nom
Cette voie de communication porte le nom du journaliste Gabriel Péri (1902-1941), arrêté comme résistant et fusillé comme otage.

## Historique

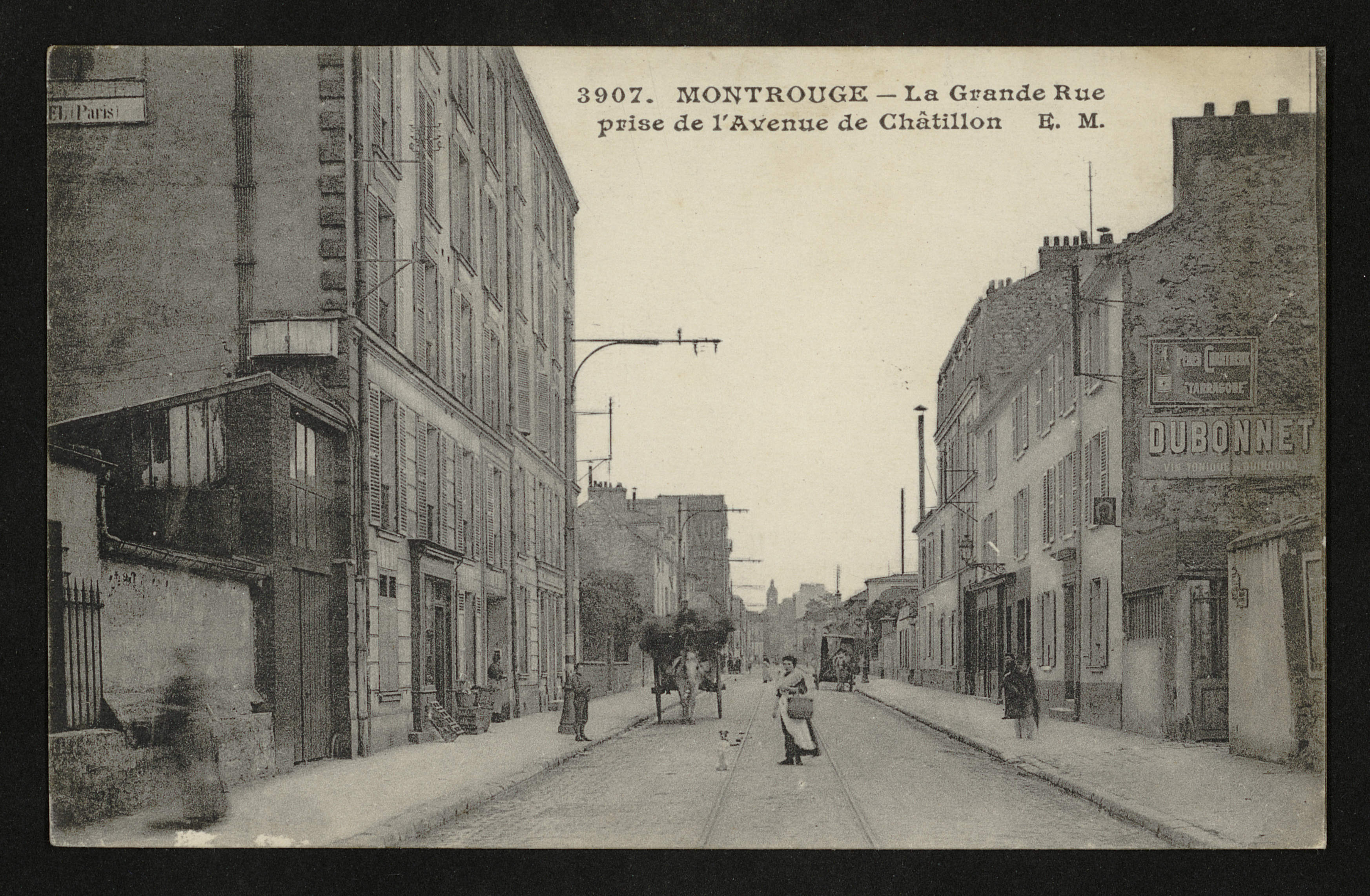
La Grande-Rue prise de l'avenue de Châtillon, aujourd'hui l'avenue Pierre-Brossolette.

Au XIIIe siècle, Montrouge était un hameau situé le long du « chemin de Gentilly à Vanves », aujourd'hui la rue Gabriel Péri, et il s'est développé le long de cet axe.
Par la suite, cette artère a été appelée « Grande-Rue »,.
Dans les années 1930, elle fut frappée d'alignement, et l'ancienne église sacrifiée pour être reconstruite en retrait.
C'est non loin de l'extrémité ouest de cette rue que fut abattue, sur l'avenue Pierre-Brossolette, une fonctionnaire de police lors des attentats de janvier 2015 en France.

## Bâtiments remarquables et lieux de mémoire
L'édifice le plus remarquables de la voie est :

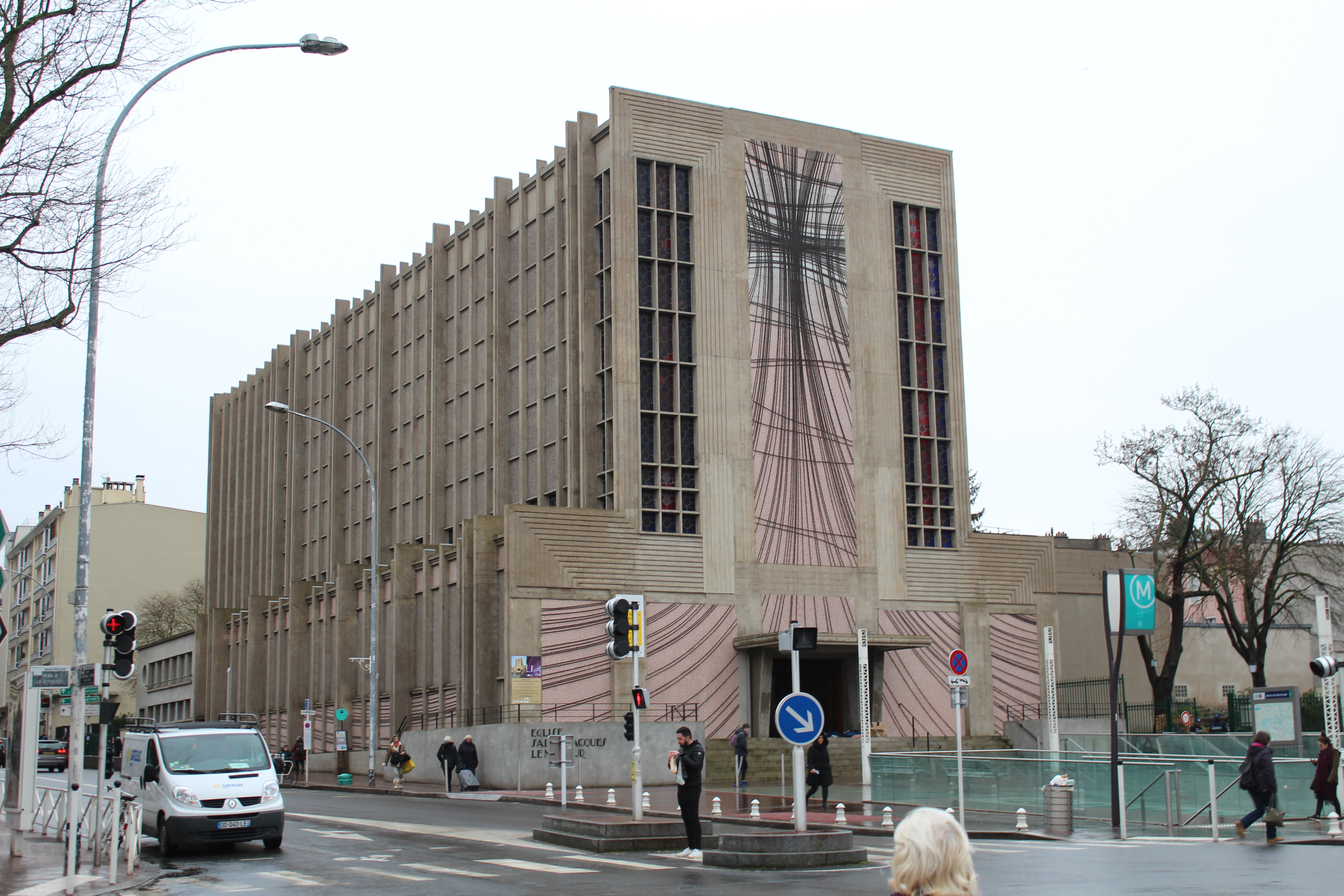
L'église St-Jacques-le-Majeur de Montrouge, 36, rue Gabriel-Péri, en 2018.

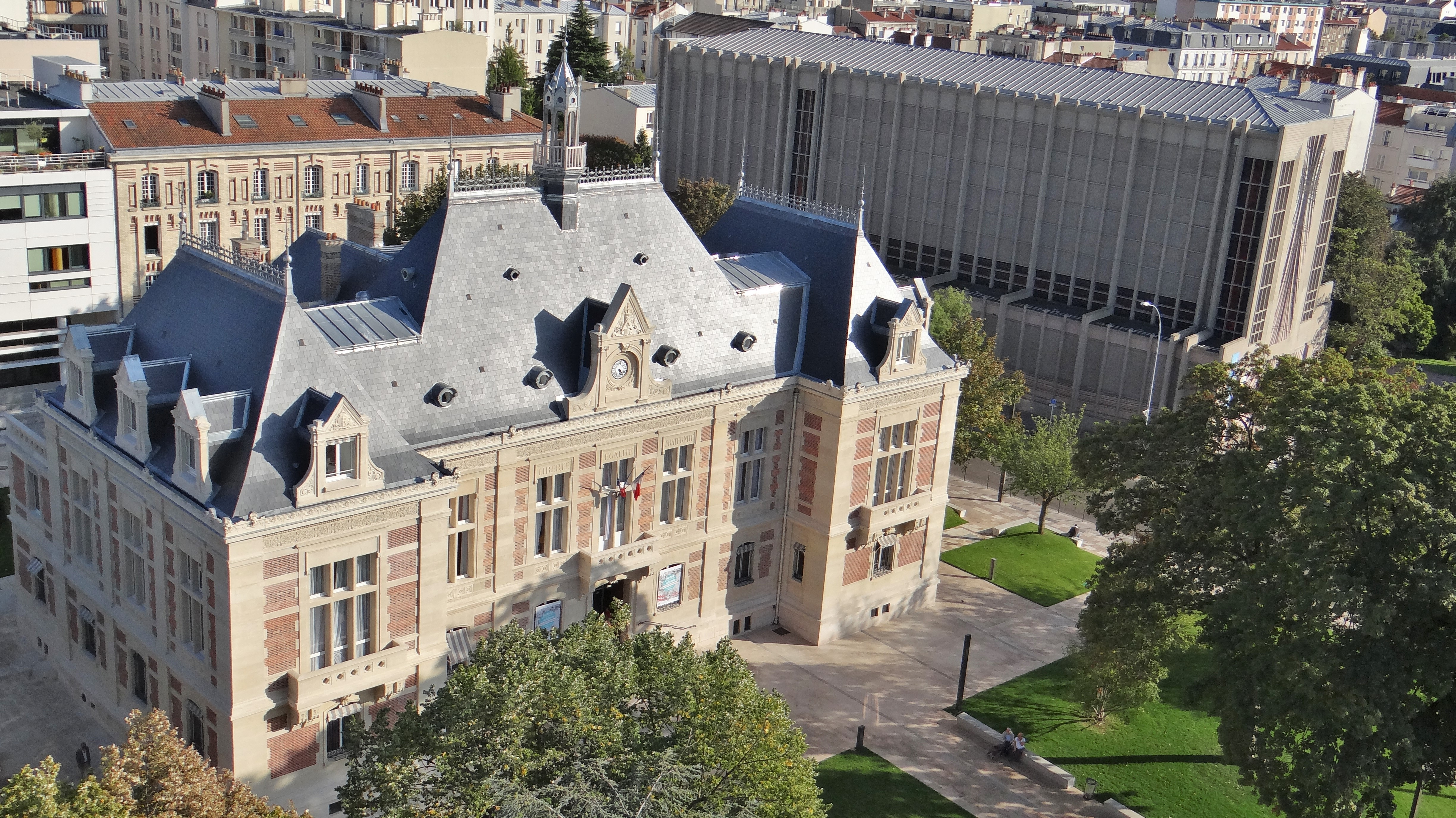
L'hôtel de Ville et l'église Saint-Jacques-le-Majeur situés de part et d'autre de la rue Gabriel-Peri, vus depuis le sommet du beffroi de Montrouge en 2019.

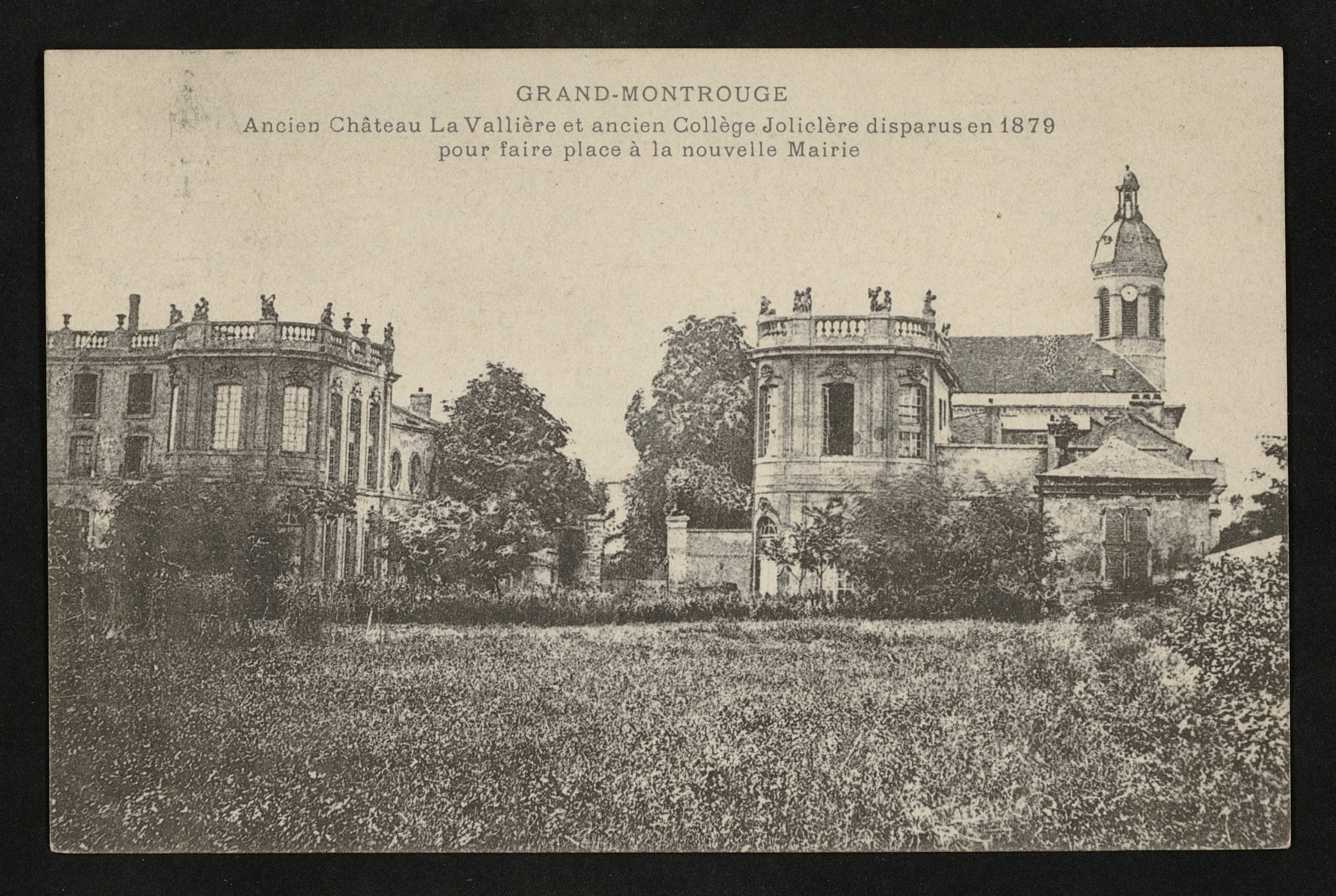
Le même site au XIXe siècle avec les façades sur jardin (sud) du château de La Vallière et du collège Joliclère, disparus en 1879 pour faire place à la mairie. Au-delà de la Grande-Rue (non visible) l'ancienne église St-Jacques-le-Majeur (à l'arrière-plan).

- l'église Saint-Jacques-le-Majeur de Montrouge (1937-1940, Éric Bagge architecte), décor de peintures murales intérieures et vitaux en résille de ciment (1946-1947, André Auclair et Robert Lesbounit), rénovation et mise en place du décor des façades (1980-1986, Henri Martin architecte et Molinaro céramiste). Des travaux de restauration d'envergure ont été réalisés de 2013 à 2016 (agence Pierre-Antoine Gatier, architecte en chef des monuments historiques)[7].

La rue Gabriel-Péri offre également de belles vues sur deux édifices majeurs de la ville de Montrouge, situés à proximité immédiate, de part et d'autre de l'avenue de la République, et tous deux classés — comme l'église — au titre de monuments historiques :
- l'hôtel de ville de Montrouge (1880-1883 Jacques-Paul Lequeux architecte) agrandi au début du XXe siècle (1903, Jules Baboin architecte). Il occupe une partie du domaine de l'ancien château du duc de la Vallière acquise à cet effet.
- le beffroi de Montrouge, ancien centre administratif de la Ville de Montrouge (1931-1933/1934, Henri Decaux architecte ; Louis Sajous sculpteur), en briques et pierre de calcaire de Lavoux[8],[9], de style art-déco doit son nom au beffroi culminant à 46 m qui est doté d'un carillon (2000). L'édifice abrite le salon d'art de Montrouge (1re édition 1955) et le théâtre municipal inauguré en 2006 ; depuis l'achèvement d'une campagne de réhabilitation (2009-2012) il a en outre vocation de centre culturel et de congrès[10].

Les autres lieux actuels ou historiques dignes d'intérêt suivent.
- No 10 : cité ouvrière datant de la fin du XIXe siècle, inscrite à l'inventaire général du patrimoine culturel[11].
- No 28 : jardin public « La Roseraie ».

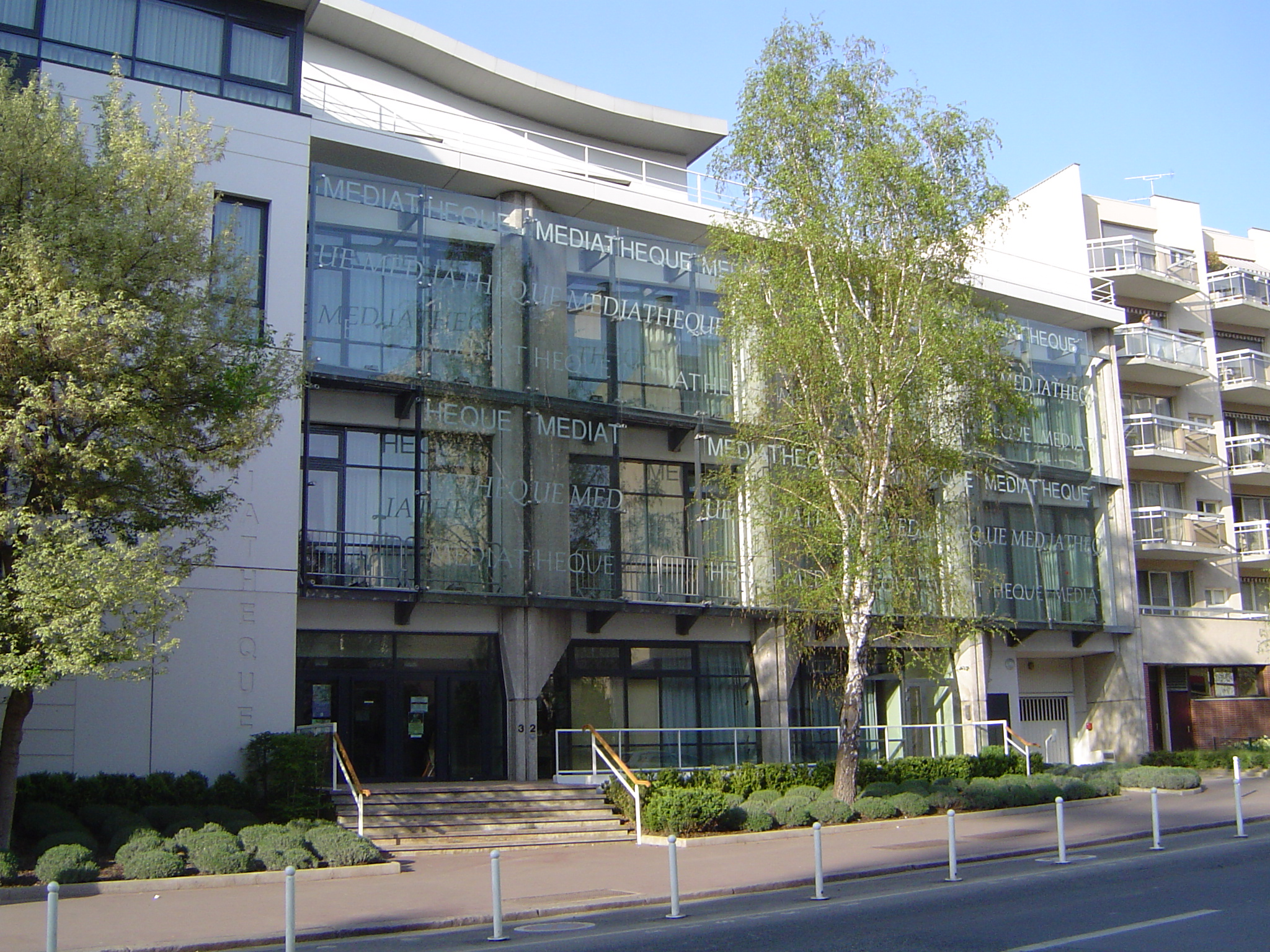
La Médiathèque de Montrouge, au no 32.

- No 32 : la médiathèque municipale de Montrouge est installée dans un édifice contemporain de trois niveaux inaugurée en 2006. Elle propose un large choix d'activités culturelles. Le hall du rez-de-chaussée accueille des expositions. La bibliothèque de consultation et d'emprunt au premier étage comprend un espace jeunesse (jeunes enfants), un espace adultes et adolescents, une salle de lecture et d'étude ainsi qu'une salle multimédia (réservée aux adhérents). Le niveau supérieur est dédié à l'espace musique et cinéma. La programmation régulière d'activités et évènements s'adresse à tous publics : ateliers de lecture et de contes, cafés littéraires et « philo » ateliers et concours d'écriture, conférences, concerts, projections de films[12]...
- En mitoyenneté avec la médiathèque municipale, un immeuble de rapport (1902, Jules Baboin architecte) faisant angle avec le 2, rue Edmond-Champeaud (ancienne « place de la Mairie ») présente un caractère rationaliste affirmé[13]. Dès 1903, l'architecte et critique de l'architecture Émile Rivoalen[14] (1843-1912) consacre à cet immeuble un article dans la publication Maisons modernes de rapport et de commerce qu'il dirige et dont il est le principal rédacteur[15].
- L'hôtel de ville de Montrouge entouré d'un square (côté pair) et l'église Saint-Jacques-le-Majeur de Montrouge (côté impair, au no 39) précèdent le croisement de la rue Gabriel-Péri et de l'avenue de la République (ancienne « place de la République »), à proximité immédiate duquel converge également l'avenue Jean-Jaurès.

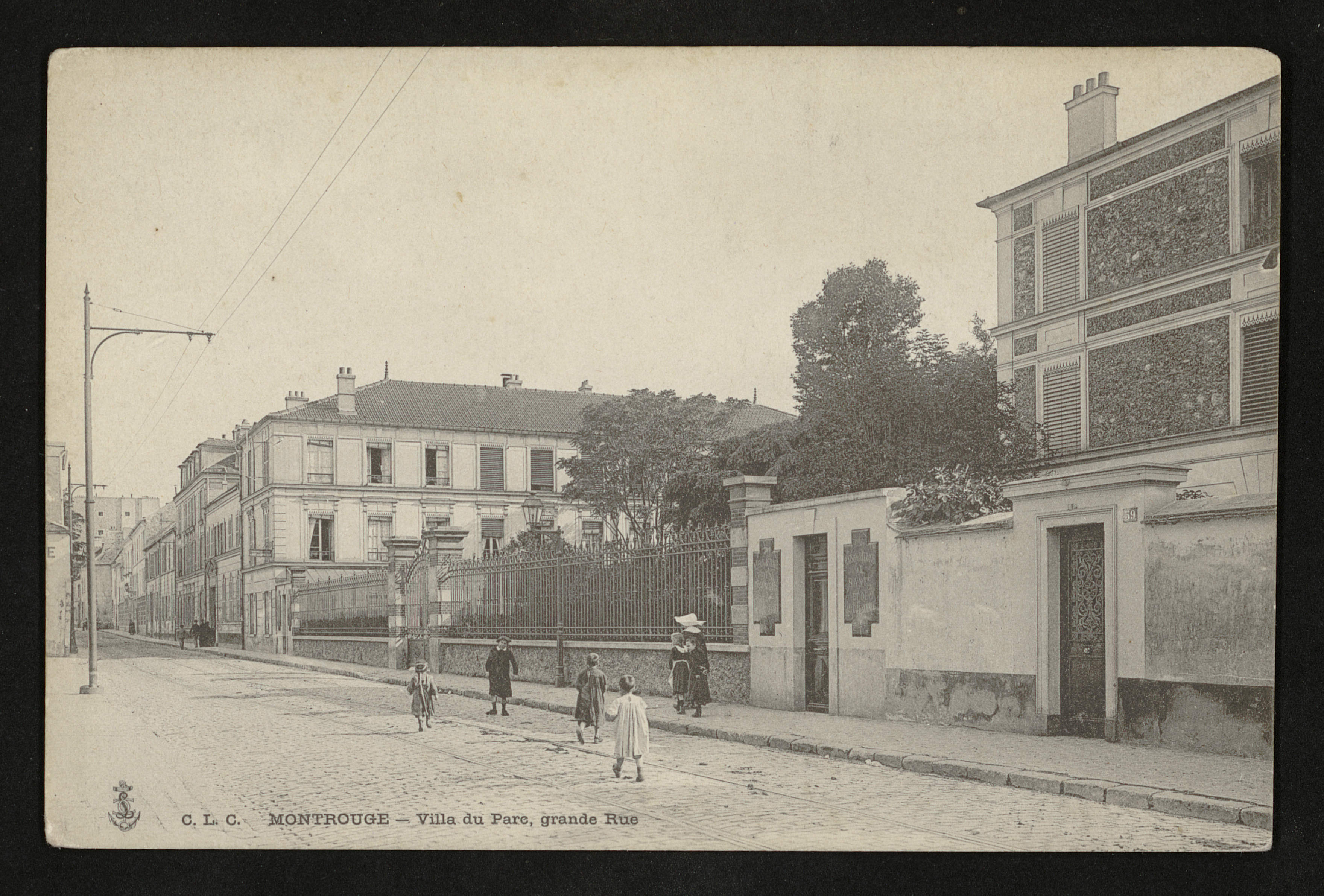
Villa du Parc, Grande-Rue en direction de Gentilly.

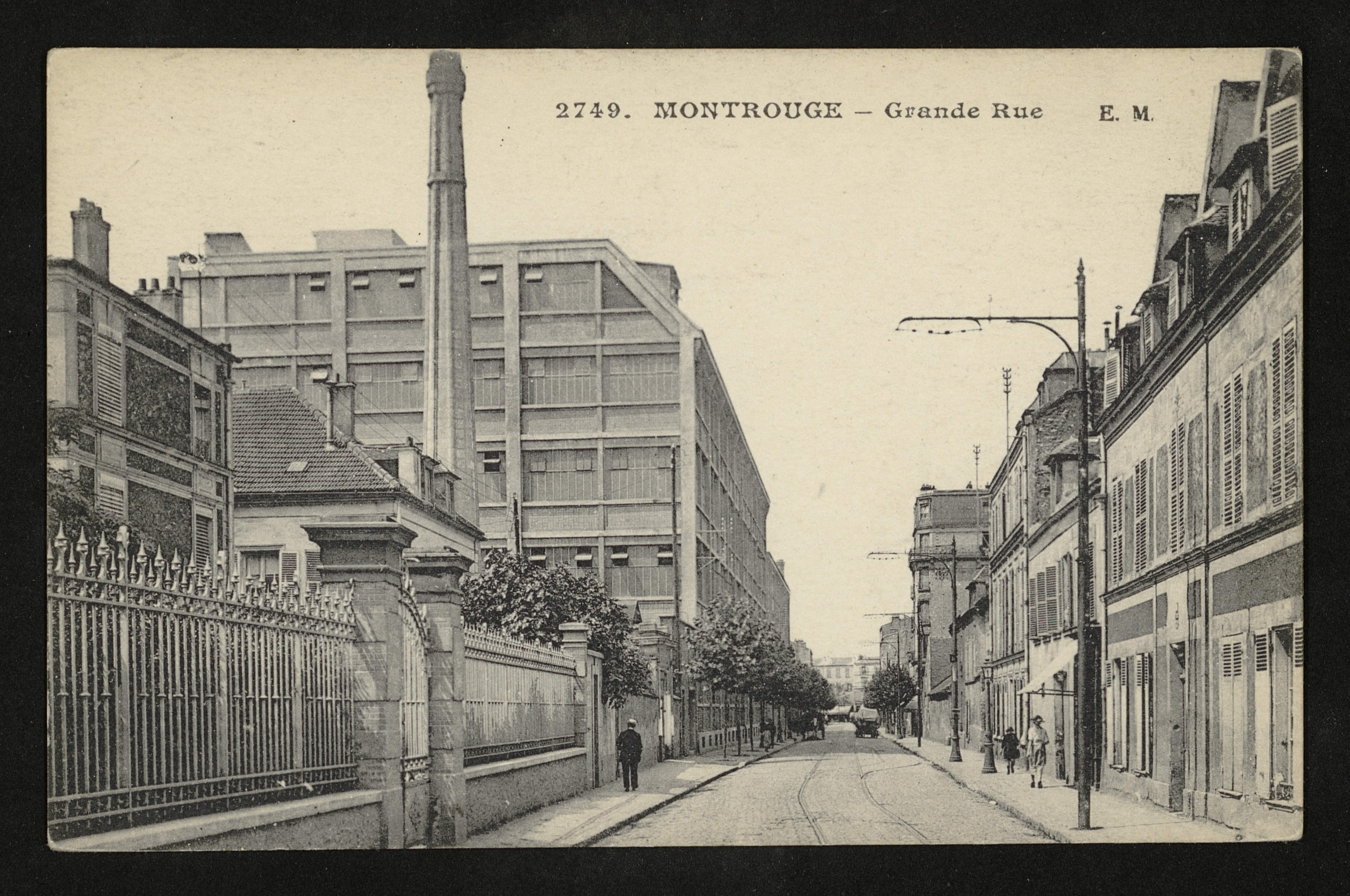
Usine du « Lion Noir », nos 87 et suivants, Grande-Rue, en direction de Malakoff.

- La rue borde ensuite la place Émile Cresp qui forme le parvis du Beffroi de Montrouge (voir aussi ci-dessus).
- no 44 : institution Jeanne d'Arc, établissement d'enseignement privé catholique sous contrat d'association avec l'État et sous tutelle congréganiste accueillant des élèves du primaire jusqu'au lycée, occupe l'emplacement d'anciennes dépendances du château du duc de La Vallière (XVIIe siècle). L'entrée de l'école des élèves du primaire est située place Émile Cresp, celle du bâtiment du collège et du lycée (1951-1952, Pierre Vago architecte) se trouve au 10, avenue Boutroux[16],[17].
- No 75-79 : emplacement de l'ancienne clinique et maison de retraite Villa du Parc (disparue), aux mêmes numéros de la « Grande-Rue »[18].
- Nos 87 à 91 : emplacement de l'ancienne usine de la société du cirage « Lion Noir », créée par Gustave Fremont, et dont ne subsiste, en 2021, qu'un seul bâtiment (no 87)[19].
- Après le croisement avec la rue Maurice-Arnoux, le côté pair de la voie (alors « Grande-Rue » de Montrouge) longeait des terrains enclavés du « Petit Vanves » dépendant de la paroisse, puis de la commune de Vanves jusqu'à leur rattachement à Montrouge en 1799[20]. Cette annexion reportait au nord-ouest de Montrouge la limite occidentale de la commune jusqu'à l'actuelle avenue Pierre-Brossolette[N 2]. La commune de Malakoff ne fut créée qu'en 1883, sur une autre partie du Petit-Vanves.[réf. nécessaire].

- No 90 : synagogue Yaguel Yaacov de Montrouge, inaugurée en 1988[21]. En 1990, le rabbin Jacob Mergui et son fils Joël Mergui y fondent l'école primaire juive. Une plaque en mémoire des 60 déportés juifs de Montrouge a été apposée sur la façade en 2011[22].
- Le cimetière juif, connu comme cimetière des Juifs allemands de Paris, autrement dit de la communauté askénaze, se trouvait dans ces parages[23],[24],[25]. Il était à la fin du XVIIIe siècle — après une longue période d'interdiction faite aux Juifs d'inhumer dans les cimetières publics — l'un des deux premiers cimetières autorisés qui étaient réservés aux Israélites résidant à Paris et aux environs[N 3].
Mis en service en 1792 au « Petit Vanves » et incorporé avec cette partie de Vanves au territoire de Montrouge en 1799 il est désaffecté en 1809 lorsque l'ouverture d'une section israélite clôturée au cimetière municipal du Père-Lachaise est imminente[26],[N 4],. Ce qui restait huit décennies plus tard du cimetière juif à Montrouge est décrit en 1886 dans un numéro de l'hebdomadaire Archives israélites[26] comme suit : « ...à Montrouge, Grande-Rue, entre les nos 94 et 96. Un grand mur s'élève en façade sur la rue, et l'on pénètre dans le champ de repos par une porte basse. Quatre-vingt-six tombes y existent encore. » En 1888, Maxime Du Camp situe le cimetière « ...au 94 de la Grande Rue de Montrouge » et confirme le nombre de « quatre-vingt-six tombes, dont plusieurs sont ruinées »[27]. La Commission du Vieux Paris, l'indique, en 1913, « Grande-Rue, entre les nos 94 et 96 »[28]. Joseph Magnien, vicaire de la paroisse Saint-Pierre de Montrouge[29] (Paris) dans les deux premières décennies du XXe siècle, signale dans un ouvrage paru en 1961 ce cimetière « au bout de la Grande-Rue, bordée par un mur croulant et une grille de fer rouillée » et évoque la présence de « stèles [portant] des inscriptions hébraïques [...] noyées dans les broussailles »[30],[31].Enfin, Michel Ragon apprend en 2012 à ses lecteurs que le cimetière des azkenazi à Montrouge existe toujours[32] apportant ainsi la preuve que ce lieu discret et méconnu n'avait pas été tout à fait oublié. Or, en 2017 l'hebdomadaire de la communauté juive Haguesher[33] rappelle que le rabbin Mergui avait dès avant la mise en chantier de l'actuel bâtiment cultuel dans les années 1980 découvert les restes de ce vieux cimetière et qu'après consultation d'experts en la matière, les ossements avaient pu être exhumés et transportés en Israël sans enfreindre la Loi juive qui interdit strictement l'exhumation mais la permet sous certaines conditions exceptionnelles.

### Emplacements non localisés
- No 11 (ancien, Grande-Rue) : emplacement de l'ancienne institution d'enseignement dite « pension Benoist Catelin » dont le bâtiment est connu par un dessin aquarellé daté 1883 réalisé par Félix Brard. Outre le titre et la date, il porte en bas à gauche l'inscription « rue de Bagneux » (actuelle avenue Henri-Ginoux), à droite l'inscription « Gd. rue/Gd. Montrouge » (Grande-Rue/Grand Montrouge, actuelle rue Gabriel-Péri)[34]. Un rapport publié en 1884 cite l'institution « Benoît-Catelin » parmi les pensions pour garçons admises à recevoir des pupilles. Son adresse est alors le no 11 de la « Grande-Rue »[35] où elle est formellement attestée en 1859[36]. Charles-Frédéric Benoit-Catelin, chef d’institution, est gratifié de la distinction honorifique d'officier de l'Instruction publique en 1894[37].

— La Gazette de l'Instruction publique avait, en 1842, informé ses lecteurs que par délibération du conseil royal du 11 novembre 1842 un certain Catelin, maître de pension à Bourg-la-Reine (depuis au moins 1841) était autorisé à transférer son établissement au Grand-Montrouge. La signature de Ch. Catelin, Montrouge, figure sur une pétition relative à la rétribution universitaire adressée en 1844 par les maîtres de pension de la banlieue à la chambre des députés. En 1853 et en 1854, il est qualifié de chef d'institution d'un établissement libre d'instruction secondaire de Montrouge sans autre précision du lieu d'implantation.
— Préalablement et au moins jusqu'en 1844, la « Grande rue du Grand-Montrouge, 11 » était l'adresse d'un établissement d'instruction et d'éducation pour demoiselles : l'institution de Mme Lecointe, successeur de Mme Jacob. La Revue de Paris vantait les mérites de cette maison en ces termes : « ... un des établissements d'éducation les mieux dirigés de Paris et de ses environs. Jouissant d'une exposition très saine... ».
- No 22 (ancien, Grande-Rue) : emplacement, en 1859, du pensionnat de « demoiselles » de Mlle Duparcq[36].

- No 34 (ancien, Grande-Rue) : emplacement, en 1859, de l'ancien collège Saint-Joseph du Grand-Montrouge, un pensionnat de « jeunes gens » dirigé par l'abbé Joliclerc, supérieur[36], puis chef d'établissement, nommé officier d'académie en 1870[44]. Il a compté parmi ses élèves Paul Léon Aclocque (1834-1893)[45].

- No 47 (ancien, Grande-Rue) : emplacement, au XIXe siècle, d'un important pensionnat pour jeunes filles tenu par la communauté des religieuses de l'Interieur-de-Marie qui est alors établie à cette adresse.